# Tityus obscurus
Espèce
Synonymes
- Scorpio obscurus Gervais, 1843
- Tityus paraensis Kraepelin 1896
- Tityus cambridgei Pocock 1897
- Tityus amazonicus Giltay 1928
- Tityus sampaiocrulsi Mello-Leitão 1931
- Tityus werneri Mello-Leitão 1931
- Tityus piceus Caporiacco 1947

Tityus obscurus est une espèce de scorpions de la famille des Buthidae.

## Distribution
Cette espèce se rencontre en Guyane, au Suriname, au Guyana et au Brésil, dans l'Amapá et au Pará,.

## Description

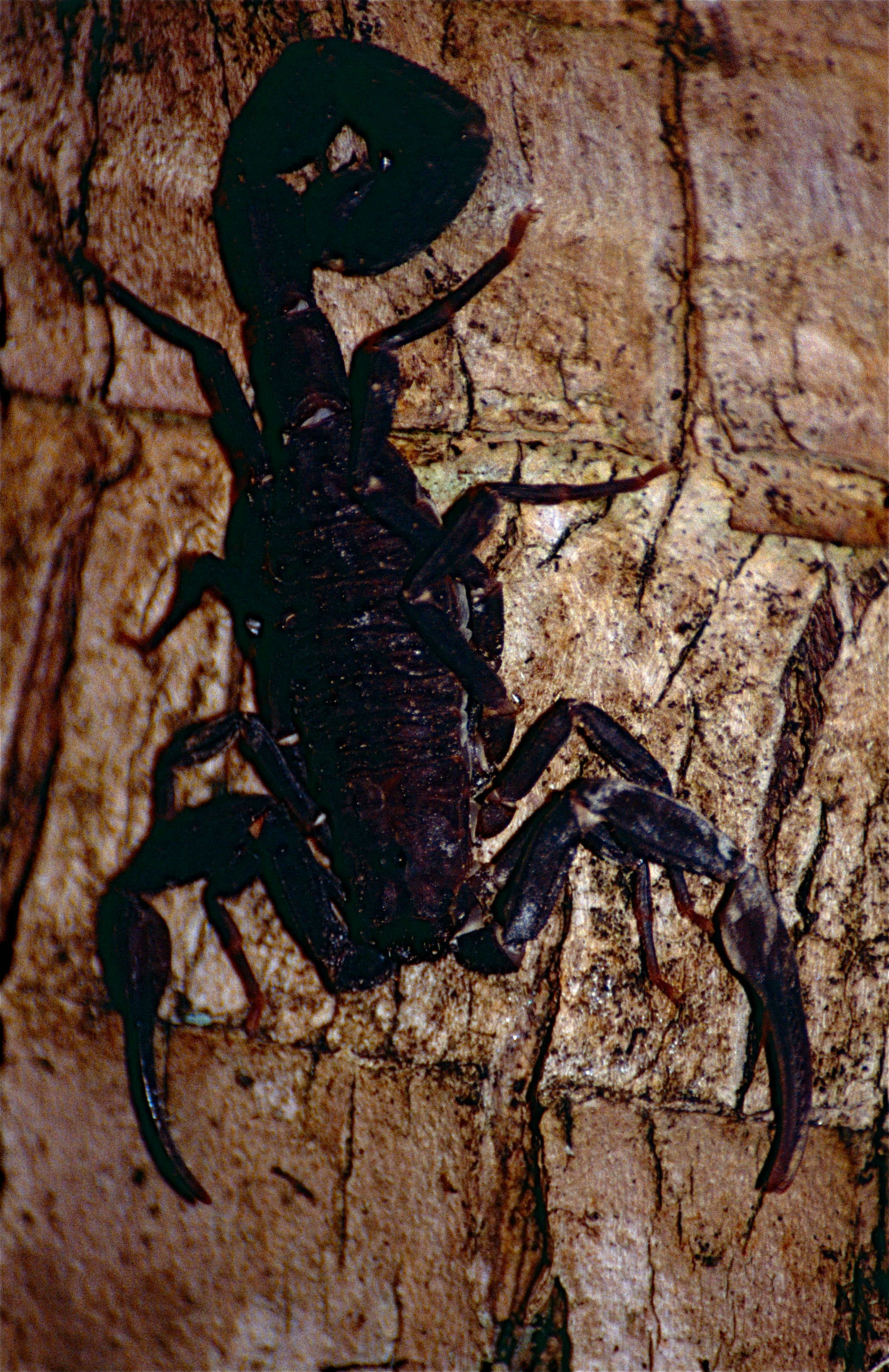
Tityus obscurus

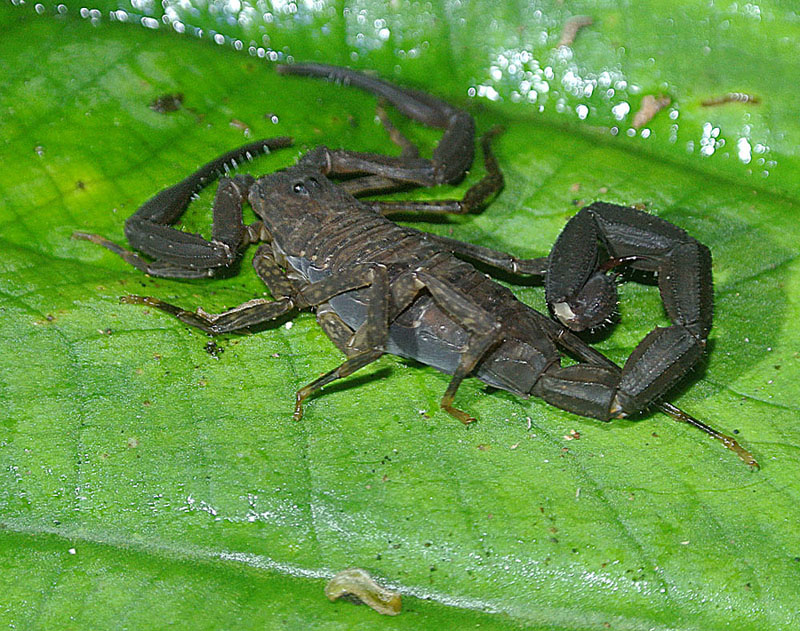
Tityus obscurus

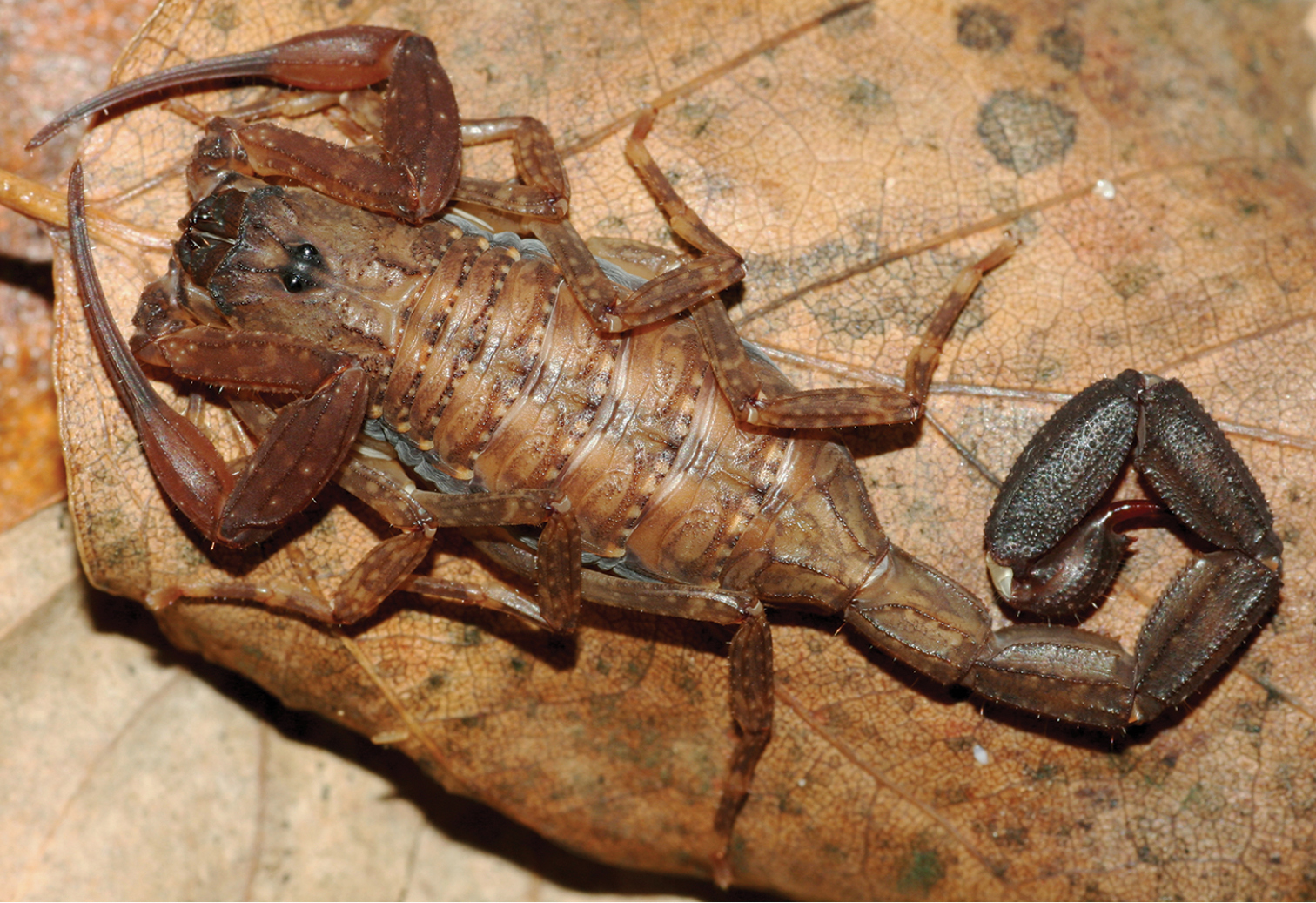
Tityus obscurus

Tityus obscurus mesure de 85 à 100 mm.

## Venin
Le venin contient des neurotoxines excitatrices et des cardiotoxines, les symptômes rapportés chez l'homme comprennent douleur locale intense, œdème, transpiration abondante, nausées, vomissements, engourdissement généralisé, contractions musculaires, convulsions, comas, somnolence, hallucinations, tachypnée, tachycardie, prostration,. 
Ce scorpion a causé la mort de deux enfants en Guyane en 1997 et en 2010.
Au Guyana, sur une période d'un an entre 2019 et 2020, 4 décès ont été recensés. Un homme de 30 ans, un garçon de 16 ans mort 16 heures après avoir été piqué .  Deux enfants ont d'abord présenté des douleurs locales qui ont rapidement évolué vers des vomissements et une leucocytose persistante, leurs décès sont intervenus après avoir développé insuffisance cardiaque, insuffisance respiratoire et arythmie cardiaque. 
La DL50 est de 3,13 mg/kg.

## Systématique et taxinomie
Cette espèce a été décrite sous le protonyme Scorpio obscurus par Gervais en 1843. Elle est placée en synonymie avec Isometrus maculatus par Thorell en 1893. À partir de 1983 son statut est incertain. Elle est reconnue comme espèce valide en 2008.

## Publication originale
- Gervais, 1843 : « Les principaux résultats d'un travail sur la famille des Scorpions. » Société Philomatique de Paris. Extraits des Procès-Verbaux des Séances, vol. 5, no 7, p. 129–131 (texte intégral).